# みんなミュージカル!
『みんなミュージカル!』とはアサイによる日本の漫画作品である。高等学校を舞台とした学園ストーリー漫画作品。双葉社『コミックハイ!』にて連載。作者本人による略称は「みんミュー」。

## 概要
2007年にWeb漫画として4コマ漫画版の連載が始まり、2008年に漫画専門SNS『マンガ読もっ!』内の『コミックハイ!』コミュニティのWEB持込にて合格第1号となり、商業作品化。
4コマ漫画版の単行本化とともに、設定を一部変更したストーリー漫画版が『コミックハイ!』2009年6月号より2011年1月号まで連載。4コマ漫画版は作者サイトにおいて継続中で今後機会があれば第2部を執筆したいと発言している。
タイトルに反して、ミュージカルとは何ら関係のない学園スラップスティックコメディである。海外ドラマ「ハイスクール・ミュージカル」のタイトルの語感から名付けられた。

## 登場人物
本節では、主にストーリー漫画版の設定について述べる。

### 主要人物
秩未乃 エリス（ちみの エリス）
本作品の主人公。明堂高等学校に通う1年生女子。自称「エリー」。人種的にはプラチナブロンドの白人だが日本に帰化した両親の下で生まれたため、国籍的には生まれも育ちもれっきとした日本人である。
日本人の容姿に憧れを持っており、他の生徒らが羨むような金髪・高身長・巨乳という自身の容姿に対してコンプレックスを抱いている。
名古屋出身で、外見からは想像できないほど達者な名古屋弁を話し、真からつけられたあだ名は「ナゴヤ」。英語が苦手、国語もその他教科も苦手。
3人姉妹の末っ子。理恵とは中学時代からの付き合い。
高杉 真（たかすぎ まこと）
明堂高等学校に通う1年生女子。髪を金髪に染めている。ソバカス顔で眉毛だけ黒く暴力的で口が悪いためヤンキーに間違われるが、入学早々の学力テストでパーフェクトの得点を取る才女。本作の主要生徒の中で頭ひとつ飛び抜けて優秀である。
秋史、大助とは幼馴染みでそれぞれ同じ団地の隣同士である。3軒の区画はベランダの仕切りが外されており、自由に行き来できる。
綾瀬 理恵（あやせ りえ）
明堂高等学校に通う1年生女子。黒髪眼鏡、世話好きと一見勉強ができるように見えるが実際は再試験の常習犯である。エリスとは中学時代からの付き合い。入学式当日に秋史と運命的な出会いを果たし、以来秋史から好かれるようになる。
九城 秋史（くじょう あきふみ）
明堂高等学校に通う1年生男子。お気楽な性格の高校生。真、大助とは幼馴染みで真と共謀することが多い。入学式当日に理恵と出会い、理恵の世話をするうちに少しずつ好意が芽生えていく。
佐藤 大助（さとう だいすけ）
明堂高等学校に通う1年生男子。目つきは悪いが中身は善良な男子高校生。真、秋史とは幼馴染みで3人のうちの「いじられ役」。入学式、初対面でエリスにいきなり変態扱いをされる。

### 明堂高等学校
零余子 温子（ぬかご あつこ）
明堂高等学校の生物教師、女性。20代後半。エリスたち5人が所属する1年2組の担任である。薫とルームシェアをしている。笑いには厳しく毒舌家、お世辞に弱い。ほとんどセクハラまがいの生徒いじりをする。
毒島 薫（ぶすじま かおり）
明堂高等学校の体育教師、女性。20代後半。熱血教師で生徒に対して厳しいが、性教育の授業は苦手。温子とルームシェアをしているが、体育会系が故に年上の温子に頭が上がらない様子である。
鷹上 健（たかがみ けん）
明堂高等学校に通う1年生男子。エリスたち5人が所属する1年2組のクラス委員長である。温子を「先生」ではなく「アツコさん」と呼ぶ肝の据わった高校生。

### 4コマ漫画版からの設定の変更
- 4コマ漫画版では1年生途中から始まるが、ストーリー漫画版では高校入学時から始まる。
- 4コマ漫画版ではエリスは1年生途中からの転校生。
- 4コマ漫画版では真、大助が幼馴染み。ストーリー漫画版ではこの輪に秋史が加わる。
- 4コマ漫画版では大助は真と隣のクラス。テレビゲームをするときのみ眼鏡を着用。学内では最初はかけていたが、真の助言によって外している。
- 4コマ漫画版では理恵の苗字が秋史と同じ「九城」、血縁関係では無い様子。
- 4コマ漫画版では理恵と秋史は交際しており、既に肉体関係もある。学内では転校生のエリスを除いて知らない人はいない。
- 4コマ漫画版では健の名前が「健介」。

## 書誌情報
『みんなミュージカル!』  双葉社〈アクションコミックス・コミックハイ!レーベル〉
- 4コマ漫画版（2009年5月12日発売） ISBN 978-4-575-94229-3

1. 第1巻（2010年3月12日発売） ISBN 978-4-575-83744-5
2. 第2巻（2010年9月11日発売） ISBN 978-4-575-83812-1
3. 第3巻（2011年3月12日発売） ISBN 978-4-575-83878-7